# Tamworth Regional Council
Tamworth Regional Council är en kommun i Australien. Den ligger i delstaten New South Wales, i den sydöstra delen av landet, omkring 330 kilometer norr om delstatshuvudstaden Sydney. Antalet invånare var 59 663 vid folkräkningen 2016.
Följande samhällen finns i Tamworth Regional:
- Tamworth
- South Tamworth
- East Tamworth
- Kootingal
- Manilla
- Phillip
- Barraba
- Moonbi
- Moore
- Duri
- Bendemeer
- Piallamore
- Nundle
- Nemingha
- New Mexico
- Limbri
- Loomberah
- Duncans Creek